# 伊里野的天空、UFO的夏天
《伊里野的天空、UFO的夏天》是電擊文庫發行的一部輕小說，作者为秋山瑞人。目前已被改編為OVA、廣播劇及電子遊戲作品。
原作插畫由駒都英二擔任。

## 概要
2005年2月到6月間，由東映動畫製作的OVA，發售了共6集。也在網際網路上播送。
在廣播节目「電擊大賞」中播放的廣播劇，在動畫化之前被收錄为專輯由MediaWorks發行，現已經停止販賣。该專輯附錄了一本小冊子，收錄了番外篇《提到關於那個以外的話、（それ以外のことについて言えば）》。廣播劇專輯「伊里野的天空、UFO的夏天 園原電波新聞部 號外」於2005年7月25日發售。畫集《伊里野的天空、UFOの夏　官方畫集》（「イリヤの空、UFOの夏　オフィシャル・イラストレーションズ」）在2005年11月15日發售。收錄短篇『Ground Zero』，內容是類似序章的東西（以伊里野視點描寫直至與淺羽在游泳池相遇前的約半日時間）。
目前，作為任天堂DS上的有聲小說「DS電擊文庫」第3、4彈發售中。

## 故事大綱
淺羽直之是園原中學校的二年級學生。隸屬於非公認的游擊新聞部的他和部長水前寺邦博在暑假期間過者到後山尋找UFO的日子。在園原有一個傳聞不斷的著名空軍基地，水前寺在探索它的秘密。不過花了整個暑假，仍然沒有得到任何關於UFO的成果。
暑假的最後一晚，想留下一些回憶的淺羽潛入學校的游泳池，在那裡遇見名為伊里野加奈的神秘少女。還不能了解狀況的淺羽，才剛接觸伊里野，馬上就出現自稱伊里野哥哥的謎之男子，將伊里野帶走了。
翌日的開學日，伊里野轉進淺羽所就讀的班級。因為事件被班上同學孤立的伊里野，與十分在意伊里野的淺羽，還有圍繞在少女周圍的各式各樣奇妙謎團。淺羽直之的UFO之夏，就在夏天的微風當中悄悄地開始了。
故事的最後，淺羽與伊裡野互相表明心跡。伊裡野："……全世界的人的生死不關我事……我只爲守護淺羽你，为淺羽战斗，为淺羽死……"。再次飛向了自由的天空，無論是小說還是動漫，都沒有交代伊裡野是生是死，但是不論如何。伊裡野都是帶著希望離開的，雖然淺羽沒能守護她，但給了她希望，也許這是策劃之後的希望，但是那一刻伊裡野的生命再次有了意義。
這是個少年和少女交織而成，淡淡而悲傷的科幻青春故事。

## 登場人物
聲優的表示方式為「廣播劇/OVA」。
淺羽 直之（聲優：菅沼久義/浪川大輔）
園原中學二年四班一號。園原電波新聞社一開始的社員。本人雖然察覺不了，其實是容易受週遭影響的性格，經常因此而被部長水前寺有勇無謀的行動弄得團團轉。在家的理髮店很擅長剪髮的關係，所以亦利用社辦替學生剪髮。一直都替融入不了班上的伊里野著想，因為不成熟的性格，一旦有什麼發生便會不知道該說什麼才好。此外，晶穗對他的好感他亦完全察覺不了。
伊里野 加奈（聲優：廣橋涼/野中藍）
在暑假的最後一天，與淺羽在游泳池畔相遇的少女，之後轉入淺羽的班上。不但聲稱有航空自衛軍士官的兄長與外國的軍事基地，而且手腕嵌入了銀色的玉、突然流鼻血後倒下、拿著大量的藥到處逛等，縈繞在她身邊的謎團很多。此外，經常早退、缺席。因為某次事件，讓她被全班孤立。對於首次在游泳池畔相遇的淺羽抱有好感。
水前寺 邦博（聲優：三木眞一郎/神谷浩史）
園原電波新聞部部長。三年二組十二號。175cm的長身，全國模擬試的偏差值為81，100米只需11秒便能跑完的超人，很擅長使用電子機器，即使是相貌也不賴，可是希望的出路調查中卻認真地寫上「CIA」般程度的怪人。只要是為了追求真實，擁有即使要不擇手段也得找到般讓人驚訝的行動力。可是其興趣的對象十分善變，在對UFO有興趣之前是對心靈現象、再之前是對超能力的採訪。擁有無底的胃袋，過去達成了最年少便能吃完鐵人定食的偉業。家族是大地主，在家族地方的倉庫生活。對姐姐沒輒。
須藤 晶穗（聲優：雪乃五月/千葉紗子）
淺羽的同班同學。園原電波新聞社社員。為了在水前寺領導下的園原電波新聞進行改革而日日奮鬥。非常認真的性格，覺得一直在水前寺附近團團轉的淺羽沒有努力的同時，對於新聞部活動的意見相違開始，與水前寺一直對立。此外與水前寺同樣，與外表不同地擁有超人般的食慾。暗地裡對淺羽抱有好感，不甚喜歡與淺羽親近的伊里野。
榎本（聲優：松本保典/井上和彥）
淺羽在游泳池遇到的男子，本人的說法是「伊里野的哥哥」。經常很在意伊里野的事情，雖然也能見到溫和的一面，不過卻有難以捉摸之處的神秘男子。嗜好是在屋頂上吃杯麵並眺望星河。
椎名 真由美（聲優：冬馬由美/桑島法子）
新赴任的保健教師。因為其美麗端莊與待人友善的性格，在學生之間擁有高人氣。實際上為中野學校出身的陸上自衛軍情報將校。
淺羽 夕子（聲優：無/高野直子）
淺羽的妹妹。園原中学校一年一組一號。因為某件事情而對水前寺極度嫌惡。懂得少林寺拳法。
西久保 正則
淺羽的同學。興趣是在放學途中到澡堂洗澡。
花村祐二
淺羽的同級同學。一直也跟西久保與淺羽三人一起。經常轉校，過去也曾在帝都住過。
島村 清美
晶穂的摯友。因為愛犬（十兵衛）的死而鬱鬱不款，最後因晶穗而重新站起來。喜歡把晶穗與淺羽連在一起作弄。
河口 泰藏
淺羽他們的班主任，三十五歲單身。擁有一旦憤怒便分不清善惡的地方，學生們都不甚喜歡他。
田代
園原中学校教頭。成為了防空壕事件導火線的人物。水前寺一直都認為他是敵人。
先坂 繪里
椎名後輩的情報陸曹。外表如小孩，只能給人高中生的感覺。
木村
榎本的手下，似乎是個性格認真的人。
艾力克
Black manta的駕駛員，比伊里野稍為年長。一年前的夏天，在巡邏任務中死亡。
旁白：遠藤守哉
只在廣播劇出現。

## 用語
園原基地
園原市内的大規模空軍基地，在原為戰中日本軍的園原飛行場的土地中興建的。航空自衛軍與美國空軍常駐。UFO的目擊謠言不絕。
園原電波新聞部
水前寺邦博擔任部長的園原中學新聞部。原本是「太陽系電波新聞」，因為後來入部的晶穗主張便把報章名更改了。在晶穗加入之前只是水前寺與淺羽二名成員在活動，主要是水前寺偏激的採訪活動的關係，受到校方側的關注。在晶穗入部後依舊是遊擊部，並非學校側認同的正式活動，可是在部分的學生與老師之間亦有一定評價。在水前寺的偉大思想下，今天仍然繼續活動。
旭日祭
園原中學一年一度的學園祭。園原市其中一個吸引人群的項目，而且是以規模大得讓人想像不了是中學的學園祭為榮，連續兩天盛大地舉行。由園原市中數一數二集團的旭日會營運的。
鐵人屋
位於園原銀座商店街的中華料理屋。由意志堅定不移的店長如月十郎經營。擁有被稱為「鐵人定食」的恐怖套餐。以作者的出身地甲府盆地裡的食堂作為藍本。
Black manta
擁有最新技術的戰鬥機。除了接受特別訓練的人以外都無法操縱，具備驚人的機動力與戰鬥能力。其存在成為了機密。

## 已出版的小說一覽
《伊里野的天空、UFO的夏天》
- 之一　ISBN 986729999X（中文）ISBN 4840219443（日文）
- 之二　ISBN 986718985X（中文）ISBN 4840219737（日文）
- 之三　ISBN 9861740651（中文）ISBN 4840221731（日文）
- 之四　ISBN 9861741577（中文）ISBN 4840224315（日文）

## OVA
全6集。發售時間為日本時間。
1. 遭遇第三类接触 (2005年2月25日發售)[1]
2. 情書 (2005年3月25日發售)
3. 十八時四十七分三十二秒 (2005年4月29日發售)
4. 水前寺，請回答 (2005年6月3日發售)
5. 最後的道路 (2005年6月24日發售)
6. 伊里野的天空、UFO的夏天 (2005年6月29日發售)

工作人員
請參見整理表格。
主題歌
片頭曲
- 「Forever Blue」

作詞・作曲：松浦有希
編曲：高木洋
歌：
片尾曲
作詞：青柳美奈子
作曲：表誠司
編曲：高木洋
歌：

## 外部連結
- 東映動畫官方網站 （页面存档备份，存于）（日語）
- 伊里野的天空、UFO的夏天名言集（日語）